# Makoto Atsuta
Makoto Atsuta (jap. 熱田 眞, Atsuta Makoto; * 16. September 1976 in der Präfektur Tokio) ist ein ehemaliger japanischer Fußballspieler.

## Karriere
Atsuta erlernte das Fußballspielen in der Schulmannschaft der Teikyo High School und der Universitätsmannschaft der Kokushikan-Universität. Seinen ersten Vertrag unterschrieb er 1999 bei den Kyoto Purple Sanga. Der Verein spielte in der höchsten Liga des Landes, der J1 League. Am Ende der Saison 2000 stieg der Verein in die J2 League ab. 2001 wurde er mit dem Verein Meister der J2 League und stieg wieder in die J1 League auf. 2002 gewann er mit dem Verein den Kaiserpokal. Für den Verein absolvierte er 91 Spiele. Im August 2003 wurde er an den Zweitligisten Albirex Niigata ausgeliehen. 2004 kehrte er zu Kyoto Purple Sanga zurück. Ende 2004 beendete er seine Karriere als Fußballspieler.

## Erfolge
Kyoto Purple Sanga
- Kaiserpokal

Sieger: 2002